# Porites duerdeni
Porites duerdeni là một loài san hô trong họ Poritidae. Loài này được Vaughan mô tả khoa học năm 1907.